# Vankiva landskommun
Vankiva landskommun var en tidigare kommun i dåvarande Kristianstads län.

## Administrativ historik
Kommunen bildades i Vankiva socken i Västra Göinge härad i Skåne när 1862 års kommunalförordningar trädde i kraft. I kommunen inrättades 22 januari 1887 Hässleholms municipalsamhälle. Detta med kringliggande område bröts ut ur kommunen 1901 och bildade en del av Hässleholms köping.
Vid kommunreformen 1952 uppgick kommunen i Bjärnums landskommun som 1974 uppgick i Hässleholms kommun.

## Politik

### Mandatfördelning i Vankiva landskommun 1938-1946
| 9 | 11 |

| 20 |

| 8 | 12 |

| 20 |

| 7 | 13 |

| 20 |